# Adıyaman (provinca)
Adıyaman je provinca, ki se nahaja v vzhodni Anatoliji v Turčiji. Provinca je nastala leta 1954 z izključitvijo iz province Malatya. Površina province je 7.614 km², ima 677.518  prebivalcev (popis 2000, ocena za leto 2006 623.811). Glavno mesto je Adıyaman.
Pokrajina je bila poseljena že od najzgodnejših časov in je bila dom množice civilizacij. Zato je tu veliko zgodovinskih krajev, ki so zanimivi tudi za turiste. Najbolj znan je hrib Nemrud Dağı s kipi, ki jih je dal postaviti kralj Antiochus Theos.

## Okrožja
- Adıyaman
- Besni
- Çelikhan
- Gerger
- Gölbaşı
- Kahta
- Samsat
- Sincik
- Tut

Koordinati:   37°48′02″N, 38°18′19″E